# Barry Elsby
Barry Elsby es un médico y político de las Islas Malvinas nacido en Gales, Reino Unido, quien ha servido como miembro de la Asamblea Legislativa por la circunscripción de Puerto Argentino/Stanley desde una elección parcial en 2011, que llenó la vacante dejada por Emma Edwards. Ganó la reelección en 2013 y en 2017. No postuló nuevamente en las elecciones de 2021.
Elsby llegó por primera vez a las Malvinas con su familia en 1990, inicialmente en un contrato de dos años. Trabajó en el Hospital Memorial rey Eduardo VII en la capital isleña como médico general, especializado en la Investigación del Cáncer. Antes de su elección en la Asamblea Legislativa, Elsby era un miembro de la Media Trust, actuó como el director general de Salud en varias ocasiones y fue elegido por padres para la Junta de Educación.